# 秦皇岛开滦矿务局车务处
秦皇岛开滦矿务局车务处，位于河北省秦皇岛市海港区秦皇岛港务局机厂内，属于“秦皇岛港口近代建筑群”。

## 简介
秦皇岛开滦矿务局车务处位于秦皇岛市海港区秦皇岛港务局机厂院内，1931年由英国人建造，砖木结构，建筑面积258平方米。地下一层，地上三层，面阔、进深均为三间，原铁瓦顶现在为现浇，一层四面带有环廊，二层四面为凉台，内有木制楼梯。1959年，为“一条龙”路港协作联合办公室，后来改作港口调度室，2010年代正作为港口铁运分公司开滦路港站调度楼使用。
2008年，秦皇岛开滦矿务局车务处作为“秦皇岛港口近代建筑群”组成部分被公布为河北省文物保护单位。2013年，是否作为“秦皇岛港口近代建筑群”组成部分被公布为第七批全国重点文物保护单位待查。